# Francesco Marucelli
Francesco Marucelli (1er mars 1625 à Florence - 29 juillet 1703 à Rome) est un religieux, un bibliothécaire, et un écrivain italien du XVIIe siècle.

## Biographie
Francesco Marucelli nait à Florence le 1er mars 1625, d'une ancienne famille. Après avoir achevé ses premières études, il fréquente les cours de l'université de Pise, et devient docteur. Ayant eu le malheur de perdre son père, il va à Rome auprès son oncle, l'abbé Giuliano Marucelli, qui le fait entrer chez un avocat, pour apprendre la pratique. Son oncle, lui transmet deux riches abbayes, au royaume de Naples. Dès que Marucelli peut disposer de ses revenus, il en emploie la plus grande partie à satisfaire son goût pour les arts, et forme une magnifique galerie de tableaux. Il refuse d'autres postes et finit même par se démettre des deux abbayes dont il est titulaire, afin de pouvoir disposer de son temps sans aucune inquiétude. Il construit à Rome un palais superbe, et l'enrichit d'une bibliothèque qu'il ouvre aux écrivains. Il meurt à Rome, le 29 juillet 1713. Ses restes sont inhumés dans l'église des Servites. Il fait, par son testament, une grande quantité de legs pieux, et établit à Florence une bibliothèque publique, avec un fonds annuel suffisant pour son entretien.

## Œuvres

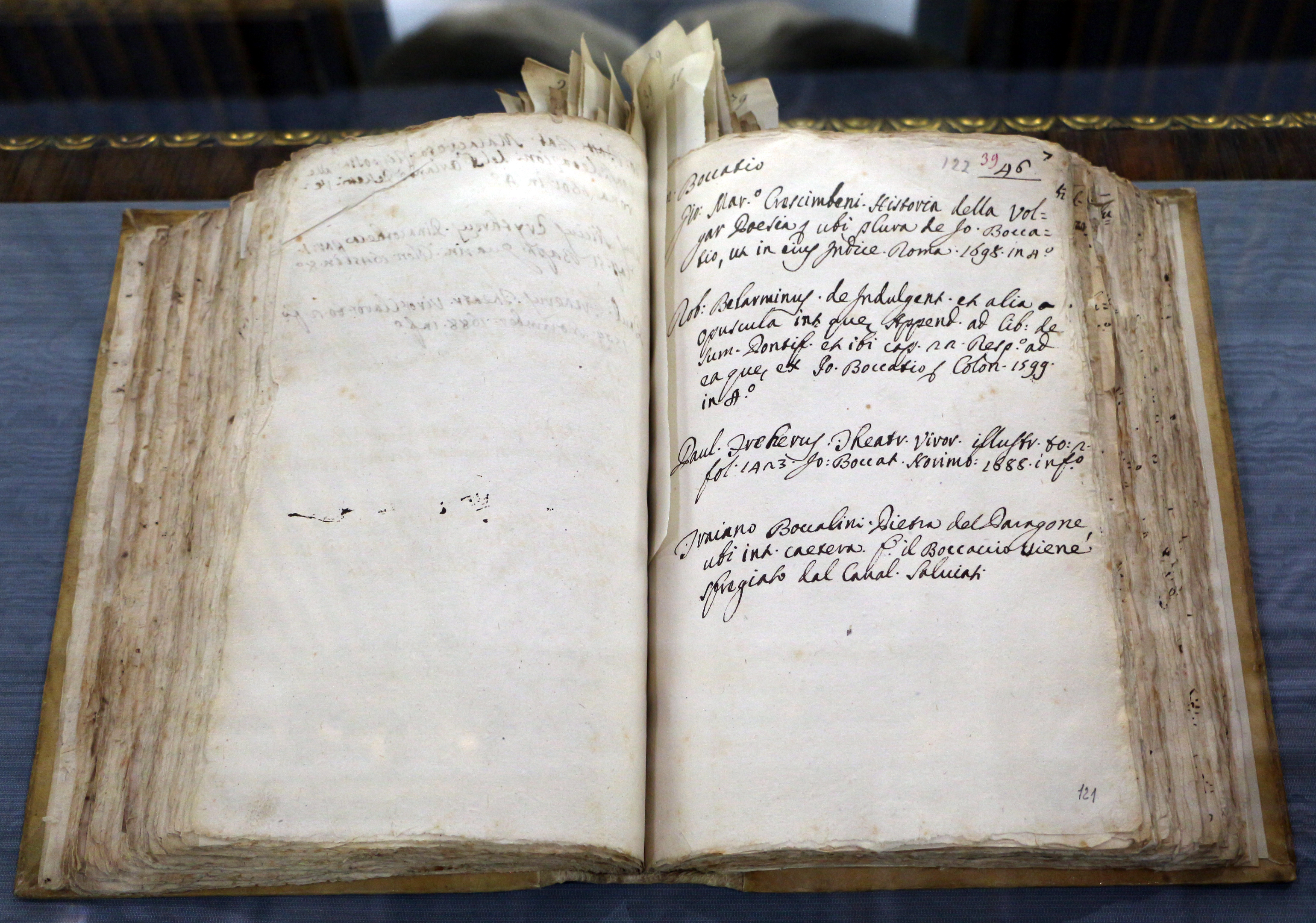
Mare magnum omnium materiarum, 1701

On a de ce prélat, un Index général, en cent douze volumes, in-folio, de toutes les matières traitées dans les ouvrages qu'il a lus. Ce vaste répertoire, conservé en manuscrit à Florence, pourrait être d'une grande utilité aux savants, dont il faciliterait les recherches. Peu avant sa mort, il brule plusieurs ouvrages inédits de sa composition, et tout ce qui, dans sa vaste correspondance, a pu le présenter sous des traits avantageux. La bibliothèque qu'il a donnée à sa patrie, est ouverte au public le 15 septembre 1752 ; et le chanoine Angelo Maria Bandini, qui en est nommé préfet, publie un éloge de ce généreux fondateur, Livourne, 1754 ; on l'a réimprimé parmi ceux des Uomini illustri Toscani, IV, 453.